# Adán Arriaga Andrade
Adán Arriaga Andrade (Lloró, 24 de agosto de 1907 - Bogotá, 13 de junio de 1994) fue un abogado y político colombiano, que se desempeñó como ministro de Trabajo de Colombia y Gobernador de Chocó.

## Biografía
Nació en Lloró, al oriente de la entonces Intendencia de Chocó, en junio de 1907. Hijo de Adán Arriaga y Aurelia Andrade, Andrade realizó su educación primaria en el Colegio Carrasquilla y los secundarios en el Colegio San José, ambos ubicados en la ciudad de Medellín (Antioquia). Estudió Derecho en la Universidad de Antioquia; gracias a su tesis de grado, Vicios fundamentales del Código de minas, fue convocado por el gobierno de Antioquia para reformar el código de minas existente en el momento.
Afiliado al Partido Liberal, Andrade fue miembro del Directorio Liberal de Antioquia y formó parte del comité que apoyó la campaña presidencial de Enrique Olaya Herrera para las elecciones de 1930. Tras el triunfo de Olaya, en compensación fue designado Secretario de Gobierno de Medellín y más adelante Personero de la misma ciudad, siendo alcalde Ignacio Navarro Ospina y posteriormente Canuto Toro. Posteriormente, fue Secretario de Gobierno de Antioquia y pasó a ocupar un escaño en la Asamblea Departamental de Antioquia y en 1934 fue designado Intendente de Chocó, hasta su renuncia en 1935.
Tras dejar la Intendencia, Andrade fue nombrado Secretario del Ministerio de Agricultura y Comercio durante el gobierno de Alfonso López Pumarejo y en las elecciones legislativas de 1937 fue elegido Representante a la Cámara por Chocó, siendo reelegido en las elecciones de 1939 y de 1941. Durante el segundo gobierno de López Michelsen, en junio de 1944, fue nombrado Ministro del Trabajo, Higiene y Previsión Social; como parte del gobierno, fue apresado durante el fallido Golpe de Pasto (10-12 de julio de 1944). En la cartera de Trabajo adelantó la publicación del decreto legislativo 2350 de 1944 (Posteriormente convertido en la Ley 6a de 1945, el Código Sustantivo del Trabajo), el cual brindó el primer marco legal al país en cuanto a la seguridad social; continuó ocupando la cartera de Trabajo durante el gobierno de Alberto Lleras Camargo (1945-1946). 
Tras dejar el Ministerio, Andrade fue designado en 1948 Gobernador de Chocó por el presidente Mariano Ospina Pérez, si bien su mandato finalizó al mes siguiente, tras el Bogotazo. Durante el Frente Nacional se desempeñó como Senador de la República por Chocó, Magistrado de la Corte Suprema de Justicia y Magistrado de la Corte Electoral durante el gobierno de Misael Pastrana.
Así mismo, fue profesor de la Universidad Nacional de Colombia y de la Universidad del Rosario, así como miembro de la Academia Colombiana de Jurisprudencia y miembro fundador del Colegio de Abogados del Trabajo.
Andrade fue condecorado en 1973 con la Cruz de Boyacá en el grado de Gran Cruz por el presidente Misael Pastrana. Falleció en Bogotá en junio de 1994.